# 京普通河
京普通河（羅馬化：Timpton）是俄羅斯的河流，屬於阿爾丹河的右支流，由薩哈共和國負責管轄，河道全長644公里，流域面積約44,400平方公里，發源自外興安嶺。